# Savages (película)
Savages (titulada Salvajes en España e Hispanoamérica) es una película estadounidense de crimen y suspense de 2012, dirigida por Oliver Stone. Está basada en la novela del mismo título de Don Winslow. El guion fue escrito por Shane Salerno, Stone y Winslow. La película se estrenó el 6 de julio de 2012 con críticas muy variadas y está protagonizada por Taylor Kitsch, Aaron Taylor-Johnson, Blake Lively, Benicio del Toro, Demián Bichir, Salma Hayek, John Travolta y Emile Hirsch.

## Trama
Chon (Taylor Kitsch) y Ben (Aaron Taylor-Johnson), dos amigos muy unidos, son productores de marihuana en Laguna Beach, California. Chon es un ex SEAL (marines), que ha introducido de contrabando las semillas de las plantas desde Afganistán. Ben, un graduado en negocios y botánica de la Universidad de California en Berkeley, se encarga de cultivarla. Las semillas producen una cepa particularmente potente, que desarrolla una amplia base de clientes. Chon y Ben se vuelven ricos, y Ben dedica tiempo y dinero a trabajo de caridad en África y Asia. Ambos viven una relajada y feliz relación a tres bandas con Ophelia Sage (Blake Lively), llamada O.
El trío recibe un video mostrando cabezas cortadas y una motosierra del ejecutor del cartel de la droga, Miguel "Lado" Arroyo (Benicio del Toro), donde se les exige una reunión en la que el cartel intenta obligarles a formar una sociedad. Aunque Chon y Ben ofrecen entregar su red y salir del negocio, el cartel quiere su experiencia e insiste en la asociación. Chon y Ben hacen planes con O para escaparse a Indonesia por un año, sin decirle que están huyendo del cartel. Hablan con el agente corrupto de la DEA, Dennis Cain (John Travolta), que les protege a cambio de dinero y les insta a unirse al cartel. Mientras tanto, O es secuestrada por la pandilla de Lado, que en realidad es el agente de Elena Sánchez, "La reina" (Salma Hayek); Ella, a través de una videollamada, amenaza con torturar, mutilar y asesinar lentamente a O si rechazan la asociación. 
Chon y Ben discuten la situación con Dennis, quien les dice que Elena se está enfrentando con la pérdida de sus conexiones políticas en México (lo que obstaculiza sus esfuerzos por mudarse a los Estados Unidos). Como Elena ya ha perdido a la mayoría de su familia, Dennis dice que él no tiene nada sobre ella que pueda ayudarlos. Chon apuñala a Dennis en la mano y exige información de la DEA para que puedan atacar a Elena. Con la ayuda de los amigos Navy SEAL de Chon, él y Ben atacan un escolta de dinero del cartel, roban tres millones y matan a siete de los hombres de Elena. 
O, detenida en condiciones horribles, exige hablar con el responsable. Lado la droga y luego la viola en represalia por pasar por encima de su cabeza, aunque ella no se entera debido a las drogas. Ella se entera más tarde, cuando Lado le eseñe lagrabación en su teléfono. Mientras tanto Elena, que tiene unas relaciones no muy buenas con su hija Magda, estudiante en Estados Unidos, decide viajar al Norte para visitarla y resolver la situación que se ha creado con el robo de los tres millones y la muerte de sus hombres,. Ella hace trasladar a O a su refugio de lujo en una reserva india, técnicamente fuera de la jurisdicción de la policia federal norteamericana. Allí entre ambas mujeres parece establecerse alguna relación humana. Chon y Ben, para rescatar a O, empapelan al miembro de alto rango del cartel Alex (Demián Bichir) como si fuera agente del rival de Elena, El Azul, lo cual no es cierto. Con la ayuda de su reciclador de fondos, falsifican evidencia y se la dan a Lado. Lado tortura a Alex para forzar una confesión. Después de que Alex confiese, Lado lo cubre con gasolina y obliga a Ben a prenderle fuego; O se ve obligada a verlo todo en videoconferencia. Lado, mientras tanto, a espaldas de Elena, se pone de acuerdo para comenzar a trabajar con El Azul. 
Ben y Chon le pagan a Dennis $3 millones por información sobre la hija de Elena, Magda (Sandra Echeverría), y el nombre de su informante en el cartel de Elena, quien es Lado. Secuestran a Magda y llaman a Elena por vídeo, mostrándole a su hija Magda atada y amordazada, y diciéndole que ahora son ellos quienes tienen el control. Con Elena a su merced, organizan una reunión en el desierto para intercambiar a Ofelia y Magda, en la que los francotiradores de ambos lados están en posición. Elena pregunta quién reveló la ubicación de su hija, y Chon le dice que fue Lado. Ella trata de matar a Lado, pero él le dispara primero; estalla un tiroteo, y Chon recibe varios disparos. Lado recibe un disparo en la espalda de Ben, pero le dispara en el cuello antes de que Ofelia lo mate. Ben está herido de muerte, y Chon le inyecta a sí mismo, a Ofelia y a Ben una sobredosis fatal para que puedan morir juntos. 
Este final resulta ser tan solo una posibilidad imaginada por O. En realidad, durante la reunión, Lado roba el auto de Elena y escapa, mientras Dennis conduce a los agentes de la DEA a la escena. Todos menos Lado y Magda son arrestados. Debido a que Ben tiene información incriminatoria sobre Dennis, Dennis identifica a Ben y Chon como sus informantes en el cartel y son liberados. Elena es sentenciada a treinta años de prisión, y El Azul y Lado crean un nuevo cartel llamado Azulados. Ben, Chon y O abandonan el país y viven en una cabaña en la playa, posiblemente en Indonesia. Ofelia nos dice que viven como salvajes.

## Elenco

### Reparto principal
- Taylor Kitsch como Chon.
- Aaron Johnson como Ben.
- Blake Lively como Ophelia "O" Sage.
- John Travolta como Dennis Cain.
- Benicio del Toro, como Miguel "Lado" Arroyo.
- Salma Hayek como Elena Sánchez.

### Reparto de apoyo
- Demián Bichir como Alex.
- Sandra Echeverría, como Magdalena Sánchez.
- Emile Hirsch como Spin.
- Joaquín Cosío, como El Azul.
- Mía Maestro como Dolores Arroyo.
- Shea Whigham como Chad
- Joel David Moore como Craig
- Amber Dixon como Sophía
- Diego Cataño como Estéban
- Leonard Roberts como Frankie
- Trevor Donovan como Matt
- Ralph Echemendia como Wiley
- Jake McLaughlin como Doc
- Alexander Wraith como Sam
- Antonio Jaramillo como Jaime
- Leana Chavez como Gloria
- Elena Varela como Maria
- Sean Stone como Eric
- Ali Wong como Claire

## Producción
Para agosto de 2011, la película se filmaba en el vecindario Pacific Palisades de Los Ángeles. El Los Angeles Times informó : "La piscina cubierta de la finca se convirtió en una gran granja de marihuana hidropónica para la producción de la película, con cerca de 300 plantas en macetas de alto octanaje que atascan el vivero encubierto". El diseñador de producción Tomas Voth dijo : "Quería usar plantas reales y las tenía todas listas para usar, pero era algo ilegal. Universal nos dijo que usáramos falsificaciones". Las escenas de sexo fueron filmadas durante los primeros tres días. La película entró en posproducción en octubre de 2011.